# ماکسویل (کانزاس)
ماکسویل (به انگلیسی: Macksville) شهری در ایالت کانزاس کشور ایالات متحده آمریکا است که جمعیت آن در سرشماری سال ۲۰۱۰ میلادی، ۵۴۹ نفر بوده‌است.